# 舊涅克拉西夫卡

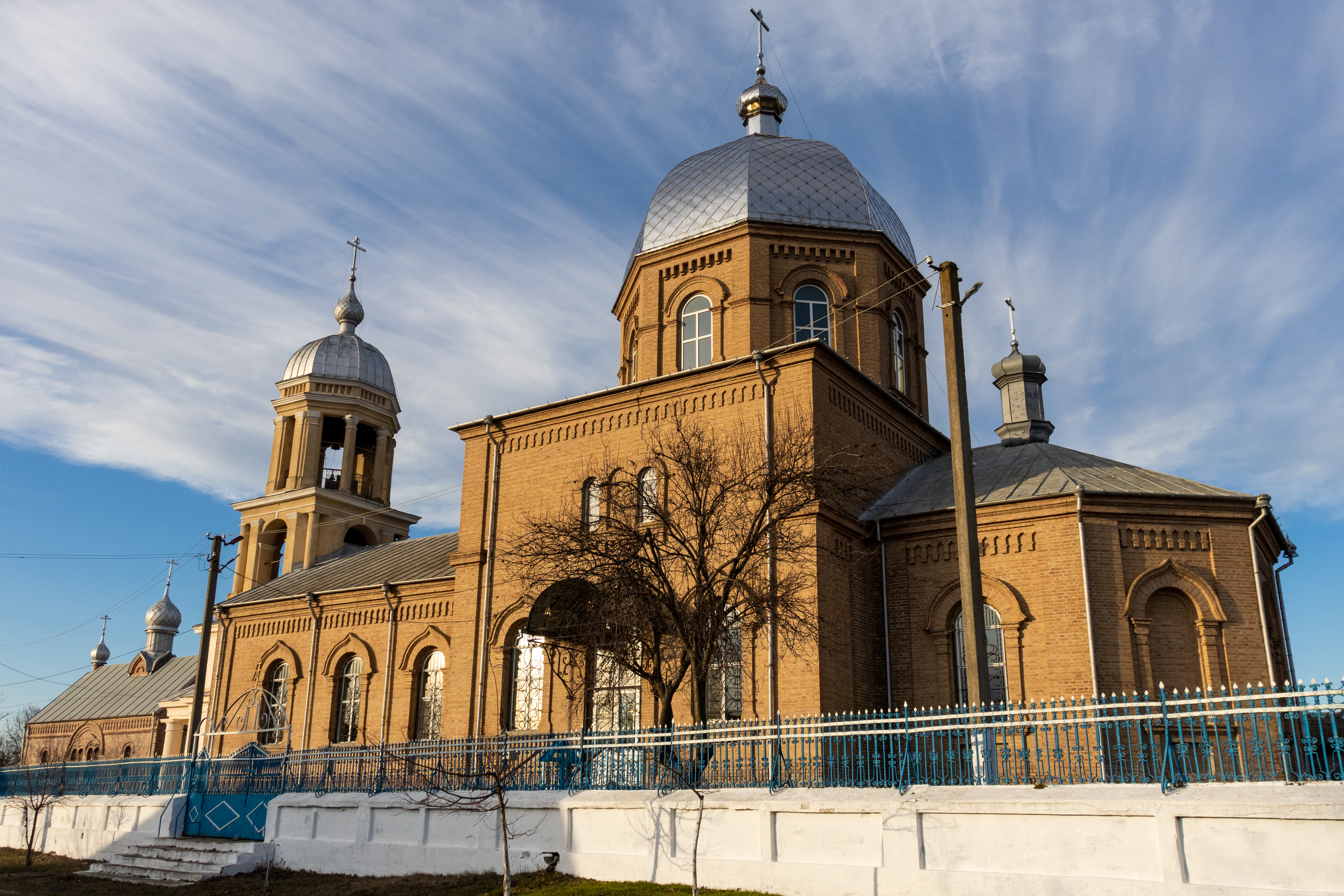

45°20′27″N 28°55′27″E / 45.34083°N 28.92417°E
舊內克拉西夫卡（烏克蘭語：Стара Некрасівка）是位於烏克蘭西南部的村莊，由敖德萨州伊茲梅爾區的薩夫亞尼市鎮負責管轄。該村始建於1814年，面積2.74平方公里，海拔高度14米，人口3,000，人口密度每平方公里1,113.14人。